# Elverfolket (tegneserie)
 Denne artikel omhandler tegneserien Elverfolket. Opslagsordet har også en anden betydning, se Elverfolk.
Elverfolket (Elfquest) er en tegneserie skabt af Wendy og Richard Pini i 1978. Det er en fantasy-historie om et samfund af elvere og andre magiske væsener, som kæmper for at overleve og leve sammen på en primitiv Jord-lignende planet med to måner.
Igennem årene er Elverfolket blevet udgivet af Pini'erne selv, så Marvel Comics, og så igen af Pini'erne igennem deres eget selskab Warp Graphics, DC Comics og herefter Dark Horse Comics. I Danmark blev serien udgivet af Carlsen. Alle udgaver af Elverfolket, som er udgivet før 2014, er tilgængelig online gratis.
Der er udkommet mange relaterede produkter baseret på Elverfolkets verden, herunder tegnefilm, legetøj, spil og musik.

## Handling
Elverfolket er efterkommere af magiske højteknologiske rumvæsener kendt som De Høje.
Ressourcerne på De Højes planet var opbrugt og adskillige grupper af De Høje forlod derfor planeten i adskillige ægformede fartøjer, både for at finde nye levesteder, og for at udforske universet. Disse udødelige væsener havde ubegrænsede psykiske/magiske kræfter. De var i stand til at tilpasse sig livet på enhver planet ved hjælp af form-skiftning, og de kontrollerede deres fartøjer ved tankens kraft. De medbragte to af de uddøende dyrearter, en insekt-lignende art og en abe-lignende art, der igennem tæt kontakt med De Høje udviklede sig til Spindere og Trolde.
Efter at have rejst til mange forskellige verdener, opdagede et af fartøjerne tegn på liv fra andre Høje på en planet med to måner og satte sig for at udforske denne planet, kaldet Abode (eller Verdenen med de To Måner, som den senere blev kendt, mens den var i en middelalderperiode). De Høje tog form som de elvere, de havde set i menneskenes middelalderlige kunst og litteratur for på den måde at kunne komme i kontakt med menneskene. De omskabte også deres fartøj til et smukt palads.
Men på dette tidspunkt var troldene blevet trætte af at være De Højes tjenere. De gjorde oprør under fartøjets landing, hvilket førte til at fartøjet røg ud af kontrol og de blev tvunget til at lande langt tidligere i tiden, under planetens tidlige stenalder. Da de landede, opdagede De Høje at deres psykiske kræfter blev svækket på Abode. De Højes manglende evner til at kommunikere med de forhistoriske huleboende mennesker såvel som deres manglende magiske kræfter forårsagede en katastrofal misforståelse, hvilket førte til en massakre på De Høje og drev de få overlevende fra deres palads-formede fartøj. Mange af elverne blev slagtet af menneskene, og mange flere døde i de uvante omgivelser. De Høje blev spredt i dette kaos, hvilket førte til dannelsen af adskillige stammer.
Sagaen om Elverfolket fokuserer mest på den ene af disse stammer. Et kvindeligt medlem af en af De Højes strandede grupper, Timmain, var den eneste der havde beholdt sine evner til at skifte form. For at tilpasse sig miljøet, omformede hun sig til en ulv, så hun kunne jage og skaffe mad til de andre elvere. Hun blev hurtigt ét med sin ulveform, parrede sig med en rigtig ulv og fødte Timmorn Guløje. Timmorn bragte ulveflokken og elverstammen sammen, og sådan blev Ulverytterne dannet.
Hovedhistorien begynder 10.000 år senere, hvor elverne har tilpasset sig med stort besvær til deres nye hjem. Hovedpersonerne er Ulverytterne, en stamme af elvere, der nedstammer fra Timmorn Guløje, og som har et tæt forhold til ulve, der fungerer som deres ridedyr og venner. Ulverytterne har også nogle basale magiske kræfter som telepati, healing og evnen til at manipulere planter. Den centrale historie fokuserer på stammen under anførsel af den 11. høvding, Ilder. I starten af historien forsvinder Ulverytternes liv i skoven, da mennesker sætter ild til skoven som gengæld for en tidligere krig.
Ulverytterne søger tilflugt i troldenes underjordiske huler. Troldene, der oprindeligt var De Højes tjenere, flygtede fra nedstyrtningsstedet og skabte et hjem i hulerne.
Elverne forlanger at troldene giver dem husly som gengæld for alle de ting Ulverytterne har gjort for dem, men den korrupte troldekonge, Gråskarn, føler sig ydmyget og planlægger hævn. Elverne bliver ført ned af en lang tunnel, som troldene påstår vil føre til Det Gyldne Håbs Land, men som i virkeligheden fører til en gold ørken. Derefter forsegler de tunnelen bag dem.
Inspireret af fundet af et stykke af en "magisk" ledesten, som tilfældigvis fungerer som et kompas, foretager de en vanskelig rejse over ørkenen, indtil de kommer til en oase kaldet Sorgs Ende, som er befolket af en fastboende elverstamme, Solfolket. Efter en kortvarig konflikt, forenes de to stammer hurtigt og hver stamme tilpasser sig de andre til begges fordele. Ulverytterne har gavn af den mere sofistikerede kultur med dens viden om fortiden og de ældre Solfolk, som har mere avancerede magiske evner, mens Solfolket har gavn af Ulverytternes stærke jægere.
På grund af en genetisk effekt fra deres "sende" (telepati) evne, blev Ilder hos Solfolket konfronteret med "Genkendelse", hvilket tvinger to elvere til at danne par i det håb om at få børn, og som ofte resulterer i et kærlighedsbånd for livet, hvis elvernes temperament passer sammen. I Ilders tilfælde resulterede dette i en stor konflikt mellem ham og Solfolkets bedste jæger, Rayek, omkring kærligheden fra Leetah, landsbyens helbreder. Kærlighedstrekanten mellem Ilder, Leetah og Rayek er det centrale fokuspunkt i den første del af historien.
Ilder og Leetah bliver livsledsagere, og Rayek forlader landsbyen for at finde et bedre hjem, hvor han ikke behøver at se på de to sammen.
Seks år senere ødelægges freden i Sorgs Ende af en gruppe sultende mennesker, som kommer til oasen. Selvom de får lov til at gå igen, indser Ilder, at flere kunne følge efter, og beslutter sig for at handle. Han drager ud på en søgen med sin bedste ven, Tyde, for at finde andre elverstammer at slå sig sammen med i et forsvar mod menneskene. Senere modtager Ilders søn, Solstrejf, en advarsel fra Solfolkets ældste medlem, Savah, om noget ondt der skal undgås, og Ulverytterne og Ilders familie drager ud for at finde de to opdagelsesrejsende.
Her følger en svær men oplysende rejse, hvor elvernes fundamentale opfattelse af verden radikalt ændres, da de møder mennesker som er venligere end de turde håbe, andre elvere som er ondere end de kunne forestille sig, og trolde som er mere aggressive end de havde frygtet. I løbet af disse oplevelser lærer Ilder og hans venner ting om verden og dem selv på måder, som de kun kan begynde at forstå.

## Temaer
Mange har fortolket serien med det tema, at sunde folk og samfund må være villige til at acceptere forandring i deres liv og drage fordel af det til almenhedens bedste.
For eksempel er de mest sympatiske elversamfund, Ulverytterne og Solfolket, villige til at forandre deres levemåder som følge af forskellige omstændigheder og mulighed. I modsætning hertil er de mindre sympatiske elvere, Flyvefolket og De Hjemvendte, fremstillet som hørende til meget konservative kulturer: Flyvefolket er besat af at beskytte deres samfund mod påvirkning udefra, og De Hjemvendte er fast besluttet på at vende tilbage til et tidligere ideal liv repræsenteret af Paladset, alle elveres oprindelige ældgamle hjem.
Men som følge af deres fanatiske konservatisme har både Flyvefolket og De Hjemvendte faktisk forandret sig mere end de sympatiske elverstammer, men bare på mindre heldige måder, både hvad angår Flyvefolkets dekadence og manglende evne til at få børn, og De Hjemvendtes krigeriske vildskab.

## Elverfolkets verden
Elverfolkets verden kendes oprindeligt som "World of Two Moons", men menneskene som bor der kalder den også for Abode (Dansk: et sted man bor). World of Two Moons har mange ligheder med vores egen, men har to måner i stedet for én. Historien og kontinenterne er lidt anderledes, men menneskenes udvikling er den samme.
Udover mennesker, elvere og trolde, findes der også nogle væsener kaldet Spindere, som oprindeligt ankom til Verdenen med de To Måner i Paladset sammen med forfædrene til troldene og elverne. De er kønsløse og kan tilsyneladende ikke formere sig, men da de er udødelige og ret hårdføre er deres antal uforanderligt. Både troldene og spinderne udviklede sig fra dyrelignende væsner, men på grund af magien i Paladset blev de udødelige og fik evnen til at tale og tænke abstrakt.
Udover de tre racer som ankom med Paladset, består Paladset selv af to dele: Det magiske materiale det er bygget af, og to magiske ruller som indeholder De Højes historie. Paladset er også det sted hvor døde elveres sjæle mødes for at tilbringe resten af deres eksistens.

## Udgivelser
Den første fortælling med "Elfquest" blev udgivet i undergrundstegneseriebladet Fantasy Quarterly i foråret, 1978. Fantasy Quarterly blev udgivet af IPS, Michigan. Til trods for lovende forfattere, så var kvaliteten af udgivelsen dybt skuffende for Wendy og Richard Pini. Forsiden var ikke meget bedre end en avisforside, og også de indvendige sider mindede om avispapir. Den elendige kvalitet overbeviste Pinierne om, at de selv kunne producere en udgave af bedre kvalitet. Efter at have lånt penge til at opstarte Warp Graphics, udgav Pinierne Elfquest #2. Denne historie fortsatte den fortælling, der var blevet påbegyndt i Fantasy Quarterly. Senere genprintede Warp Graphics historien fra Fantasy Quarterly som Elfquest #1 (Dansk udgave: "Ulverytterne") med en ny forside og et portrætbillede i farver på bagsiden.
Den originale serie spændte sig over 21 udgivelser (Elverfolket bind 1-20), selvom det sidste nummer mest bestod af breve og behind-the-scenes materiale, og blev efterfulgt af utallige fortsættelser og spin-offs under Warp Graphics kontrol. Nogle af de senere historier introducerede nye tegnere og forfattere og inkluderede alternative historier og parodier. Fortsættelserne var "Siege at Blue Mountain" (Elverfolket 21-28) samt "King of Broken Wheels" (Elverfolket 29-37). Spin-offs var "New Blood", "Hidden Years" (Elverfolket 38-62), "Two-Spear", "Kahvi", "Shards" (Elverfolket 47-62), "Wavedancers", "Blood of Ten Chiefs", "The Rebels" og "Jink". Efter disse spin-offs udkom en antologi-serie med titlen "Elfquest" (af fans kaldet "Elfquest 2").
Den originale serie blev genredigeret til 32 numre med nye sider og blev udgivet af Marvel Comics. Dette gav serien en hårdt tiltrængt reklame på det store marked, selvom ingen af fortsættelserne fulgte. Der findes også graphic novel samlinger i både farver og sort-hvid, så vel som noveller og originale antologier baseret på serien.

### Nye udgivelser
I marts 2003 blev det bekendtgjort at Pinierne efter at have udgivet Elfquest i 25, havde overdraget alle udgivelses og markedsføringsrettigheder til DC Comics, selvom Pinierne stadig har kontrol over det kunstneriske aspekt.
DC's udgivelse af Elfquest begyndte i juli 2003 med "The Elfquest 25th Anniversary Special", hvor de genprintede den allerførste udgave af Elfuest med helt nye computerfarve og tekst af Wendy Pini, samt to korte interviews med Pinierne. Dette var en forsmag på The Elfquest Archives, som begyndte at udkomme i november 2003. Denne serie vil genprinte de første 8 Graphic Novel samlinger med nye farver og tekstning. Fans af serien har klaget over at udgivelserne sker meget langsomt. Volume 2 skulle planmæssigt have udkommet i efteråret 2004, men blev efter forsinkelser endelig udgivet i marts 2005. Noget af forsinkelsen skyldtes, at Wendy Pini fik indopereret ny hofte.
Samtidigt, i september 2003, udkom "Elfquest: Wolfrider Volume 1", som påbegyndte en i manga-størrelse sort og hvid genprintning, der arrangerer hele fortællingen i kronologisk orden for første gang. "Wolfrider Volume 2" følges kronologisk af "Elfquest: The Grand Quest Volume 1", den første genfortæller den originale fortælling, inklusive de ekstrategninger der blev lavet til Marvel versionen. I denne serie er de originale tegninger blevet arrangeret i nye paneler for at passe bedre til manga-formatet. Uheldigvis mangler der dele af det originale værk. F.eks mangler der i "Elfquest: The Grand Quest Volume 11" hele historien om Tylla og hendes adopterede menneskesøn Lille Flik, og dog nævner Tylla i Volume 13 hele tiden Lille Flik, da hun fortæller om den drøm hun havde, mens hun sov i 10.000 år.
En nyere bog, Elfquest: The Searcher and the Sword blev udgivet i juli 2004. Kritikken har overvejende været god, den eneste kritik er at bogen er for dyr i forhold til dens størrelse på 96 sider.
En fortælling i fire dele kaldet Elfquest: Discovery blev udgivet mellem januar og juli 2006.
I 2013 udkom Elfquest Special: The Final Quest udgivet på Dark Horse Comics. Selskabet udsendte serien The Final Quest fra januar 2014, og endte med at bestå af 24 ablums, hvor det sidste udkom 28. februar, 2018 præcis 40 år efter den første udgav af Elverfolket.
I 2019 blev en nye serie kaldet Stargazer's Hunt udgivet hos Dark Horse Comics, som fokuserer på Skywise.

### Danske udgivelser
1. Ulverytterne
2. Sorgs Ende
3. Rivalerne
4. Ulvesangen
5. Den sidste prøve
6. Jagten på det nye land
7. Drømmebær-historier
8. Tegnmagerskens hænder
9. Ledestenen
10. Den forbudte skov
11. Fugleåndernes rede
12. Det svære valg
13. Ulverytternes hemmelighed
14. Faldet
15. Bortførelsen
16. De hjemvendte
17. Den første krig
18. Skatten
19. Tveægs rænker
20. Paladset
21. Belejringen
22. Fangerne i Det Blå Bjerg
23. Vindpusts list
24. Kahvis løgn
25. Krigstrommer
26. Den sorte slanges rede
27. Det store æg
28. Forsoningen
29. Kredsen brydes
30. Rayeks vanvid
31. Timmain vender tilbage
32. Flugten fra paladset
33. Den ukendte skov
34. Tidshjulet
35. I tidens vold
36. Strandet under stjernerne
37. Kredsen sluttes
38. Gensyn med Sorgs Ende
39. Rayeks første jagt
40. Hanekamp
41. Skår
42. Nye tider
43. Genkendelsen
44. Pagten
45. Splid
46. Fanget i natten
47. Høvdingeblod
48. Træ
49. Sten
50. Kød
51. Hånd
52. Hoved og Hjerte
53. Vendepunkt
54. Tveægs plan
55. Afsløringen
56. Det højeste tårn
57. Nøglen
58. Under jorden
59. Genforening
60. Paladsets genopstandelse
61. Høvdingens skæbne

Derudover er der udgivet miniserien "Drømmenes tid" 1-4, samt jubilæums udgivelsen "Den store bog om Elverfolket"

## Spil
Elfquest er også udkommet som både brætspil og bordrollespil (rpg).
Elfquest rollespillet ElfQuest: the Official Roleplaying Game blev i 1984 udgivet af det amerikanske spilfirma Chaosium Inc., efter henvendelse fra Wendy and Richard Pini. Spillet udkom i en boks, med flere originale Wendy og Richard tegninger, og blev i årene efter fulgt op af mere spilmateriale. Den første udgave af spillet byggede kun på de 18 første tegneserier. I 1987 udkom anden udgave af Elfquest rollespillet og det blev sidste udgivelse. Elfquest rpg baserer sig på spil-systemet Basic Role-Playing, også kaldet BRP, et særligt system udviklet i forbindelse med Chaosiums flagskib; rollespillet RuneQuest. BRP benytter sig næsten udelukkende af procent-terninger (2d10, eller d100) og spil-karaktererne er bygget op omkring skills, fremfor klasser.
Firmaet Ral Partha producerede en række miniature figurer til spillet, herunder serierne Wolfriders I, Journey to Sorrow's End, og Personalities. Eflquest rpg solgte ikke tilfredsstillende, muligvis fordi det var for kompliceret i forhold til målgruppen.
Der er udkommet to Elfquest brætspil; et brætspil af samme navn i 1985 blev produceret af Mayfair Games, og i 2015 udgav spilfirmaet Cheeky Dingo ElfQuest Adventure Game. Brætspillet Elfquest fra 1985 er et kompetitivt spil for 2-5 personer, hvor spillerne konkurrerer mod hinanden om at vinde. Brætspillet ElfQuest Adventure Game er et kooperativt spil for 1-4 personer, hvor spillerne samarbejder om at gennemspille og løse en række scenarier (adventures) baseret på tegneserierne.

## Priser
- 1979 Ed Aprill Award (New York Comic Art Convention) – Best Independent Comic
- 1979, 1980 Alley Award
- 1980 Small Press Writers and Artists Organization – Best Artist (Comics), Wendy Pini – Best Editor (Comics), Richard and Wendy Pini
- 1981 Phantasy Press Comic Art Awards (Woody Awards, in honor of Wally Wood) – Best Alternative Comic
- 1983 Small Press Writers and Artists Organization – Best Comic
- 1983 Heroes Award (Heroes Aren't Hard To Find) – Best Black and White Magazine
- 1984 New York State Jaycees Distinguished Service Award (Wendy and Richard Pini)
- 1985 Balrog Award (Sword and Shield Corp. of Denver, Colorado) – Best Artist (Wendy Pini)
- 1986 Fantasy Festival Comic Book Awards (El Paso Fantasy Festival) – Best Alternative Comic
- 1987, 1988 Skywise (Elfquest character) inducted into Massachusetts Institute of Technology freshman class[9]
- 1989 Golden Pen Award (Young Adult Advisory Committee, Spokane, Washington)